# Geomyza hissarica
Geomyza hissarica är en tvåvingeart som beskrevs av Nartshuk 1993. Geomyza hissarica ingår i släktet Geomyza och familjen gräsflugor.
Artens utbredningsområde är Uzbekistan. Inga underarter finns listade i Catalogue of Life.